# Aroa plana
Aroa plana är en fjärilsart som beskrevs av Francis Walker 1855.
Aroa plana ingår i släktet Aroa och familjen tofsspinnare. Inga underarter finns listade i Catalogue of Life.